# 중미산
중미산(仲美山)은 대한민국 경기도 가평군과 양평군에 걸쳐있는 산이다.

## 같이 보기
- 한국의 산